# Ortigosa de Cameros
Ortigosa de Cameros è un comune spagnolo di 327 abitanti situato nella comunità autonoma di La Rioja.